# Hospital General de Agudos Dr. José María Ramos Mejía
El Hospital General de Agudos Dr. José María Ramos Mejía (conocido simplemente como Hospital Ramos Mejía) es un policlínico ubicado en la ciudad de Buenos Aires. Depende del gobierno de la ciudad y su director al mes de mayo de 2019 es el médico Hugo Pandulo.

## Historia
El hospital inicialmente se situó en una serie de galpones que sirvieron como lugar de atención de enfermos durante la epidemia de cólera en 1868 y más tarde fue uno de los centros de atención para los soldados heridos durante la Guerra de la Triple Alianza.
El 12 de agosto de 1883 se inauguró formalmente el hospital con el nombre de San Roque destinado a mujeres, hombres y niños. El conjunto de edificios fue proyectado por el arquitecto municipal Juan Antonio Buschiazzo.  Tras la Guerra de la Triple Alianza se desató una epidemia de fiebre amarilla en Buenos Aires introducida por los soldados que eran evacuados del frente y trasladados a la ciudad de Buenos Aires en 1868. En 1871 ante otra feroz epidemia de fiebre amarilla, el hospital, llamado por entonces Lazareto de San Roque, se convirtió en el principal escenario de lucha contra la enfermedad, a pesar de sus insuficientes condiciones.
En 1886 la atención comenzó a ser mixta y se creó el servicio de pediatría. Dos años después se inició la construcción de cuatro nuevos pabellones. Ante la gran demanda producida por el crecimiento exponencial de la ciudad, se improvisaron carpas en el jardín para 600 enfermos. 
En 1884 el intendente Torcuato de Alvear solicitó a la banca británica un empréstito de 880 000 pesos fuertes (equivalente a 251 millones de dólares al cambio actual) para ampliar el hospital. Sin embargo, las obras no se realizarían y cuatro años después los fondos se habían agotado, sin comenzar siquiera los cimientos, por lo cual surgieron denuncias de corrupción por parte de allegados y familiares de Torcuato de Alvear que compraron terrenos en los alrededores a tasas treinta veces más altas que el valor de mercado, antes de ser estos expropiados para ampliar el nosocomio.
José María Ramos Mejía falleció el 19 de junio de 1914. Ese mismo año el Concejo Deliberante de la ciudad de Buenos Aires determinó que el establecimiento sanitario fuese rebautizado con el nombre de Ramos Mejía.
Entre su cuerpo de médicos pasaron nombres célebres como el de
José Ramos Mejía,
Juan B. Justo (que introdujo la asepsia y luego fue expulsado por sus ideas políticas),
Cecilia Grierson (primera médica del país, que dio sus primeros pasos en el hospital),
Julián Aguilar,
Enrique Corbellini,
Pedro Chutro,
Julio Méndez,
Francisco Sicardi y
Ricardo Nolting.
En 1953, el ministro de Salud Pública de la Nación Ramón Carrillo llevó a cabo la completa modernización de la mayoría de los pabellones del hospital, incluyendo un nuevo sector de cuidados especiales, la actualización de toda la instalación eléctrica; la incorporación de un panel de cabecera con oxígeno, aspiración y aire comprimido para cada catre hospitalario; y un sector para pacientes aislados.  así mismo se construyeron dos modernos anexos  de 12.000 m2 que serían derribados durante el gobierno de facto de Cacciatore
En 1977, Osvaldo Cacciatore, intendente de facto durante la última dictadura militar, decidió la destrucción de dos pabellones del hospital, ambos del lado de la calle Venezuela, para estacionamientos privados. Durante la intendencia de Carlos Grosso se encargó su remodelación al grupo Sideco Americana, del grupo Macri.
Durante dicha remodelación desaparecerían elementos de bronce de las fachadas y cañerías, posteriormente estallaría una controversia por sobreprecios en las refacciones que llevarían a ser investigados los directivos de Sideco y el intendente Grosso.

## Docencia
En el Hospital se dictan las carreras técnicas de Anatomía patológica, Esterilización, Hematología, Hemoterapia, Instrumentación quirúrgica y Neurofisiología. Además de residencias y concurrencias de distintas especialidades médicas.